# Лили Кастель
Лили Кастель (нидерл. Lily Castel, урожд. Алис ван Акер (нидерл. Alice van Acker); 10 апреля 1937, Гент, Бельгия) — бельгийская певица, которая вместе с Жаком Реймондом, представляла Бельгию на Евровидении-1971.

## Биография
Лили Кастель родилась 10 апреля 1937 года в столице Восточной Фландрии — Гент.

### Карьера
Кастель начала свою карьеру в качестве танцовщицы в телевизионном шоу талантов Ondtek de Ster в 1958 году. Кастель регулярно работала с пением с оркестрами, а в 1960-х годах она появилась на телевидении и выступала на международном уровне, тем самым, выступив на Международном фестивале песни в Сопоте в 1964 году, заняв 12 место. В 1970 году певица часто гастролировала с бельгийской певицей Лизе Марке.

### Евровидение
В 1971 году в бельгийском отборе на Евровидение, победила песня «Goeiemorgen, morgen» в исполнении дуэта Николь и Уго, которые должны были быть представителями Бельгии на конкурсе песни Евровидение 1971 года в Дублине. Однако, в предстоящие дни конкурса, у Николь заболело горло, и дуэту пришлось отказаться от участия. В качестве замены, телевещатель VRT выбрал Лили Кастель и Жака Реймонда (певец ранее представлял Бельгию на конкурсе в 1963 году). Дуэту было предоставлено участие на Евровидении.
На конкурсе, Кастель и Реймонд выступили десятыми. Песня была исполнена хорошо, но жюри она была недооценена. С 68 баллами, дуэт занял 14-е место (среди 18). Несмотря на неудачу на конкурсе, песня стала популярной в Бельгии и Нидерландах.

### После Евровидения
В дальнейшем, Кастель была активной и успешной певицей, выступая на концертах и фестивалях.